# Catarina Carlota do Palatinado-Zweibrücken
Catarina Carlota do Palatinado-Zweibrücken (em alemão:  Katharina Charlotte von Pflaz-Zweibrücken; Zweibrücken, 11 de janeiro de 1615 – Dusseldórfia, 21 de março de 1651) foi uma princesa alemã do ramo Palatino da Casa de Wittelsbach.
Foi duquesa consorte do Neuburgo.

## Biografia
Catarina Carlota era a filha do duque João II do Palatinado-Zweibrücken (1584-1635) e da sua segunda esposa, Luísa Juliana do Palatinado (1594-1640), filha de Frederico IV, Eleitor Palatino.
Protestante reformada, ela veio a casar em 1631, na cidade de Zweibrücken, com o duque Wolfgang Guilherme do Palatinado-Neuburgo (1578-1653), seu primo, que se convertera ao catolicismo em 1614, por influência da primeira mulher, Madalena da Baviera, e que procurara o apoio do imperador, do rei de Espanha e de diversos outros príncipes alemães. O casamento, entre cônjuges que professavam diferentes confissões, devia consolidar os laços familiares entre as diversas linhagens do ramo Palatino dos Wittelsbach.
Por razões de consanguinidade e de diversidade de fé, foi necessário obter uma dispensa papal para este casamento, que foi emitida pelo Papa Urbano VIII, na condição de que a descendência do casal fosse educada na fé católica. A decisão do Papa parece ter sido um primeiro passo para o reconhecimento dos casamentos  religiosos entre católicos e protestantes, mas o seu sucessor, Inocêncio X, não voltou a dar nenhuma outra dispensa.
Wolfgang Guilherme esforçou-se para fazer com que a sua mulher se convertesse ao catolicismo, mas Catarina Carlota permaneceu protestante até à sua morte. Por essa razão, ela foi sepultada, a 4 de abril de 1651, na cripta da igreja colegial de S. Lamberto, uma vez que os jesuítas e o Arcebispo de Colónia recusaram que uma princesa calvinista fosse sepultada na igreja de Santo André, de construção recente. A duquesa estipulou que fosse feita uma doação anual aos pobres de Zweibrücken, Lichtenberg, Meisenheim e Neucastell.

## Casamento e descendência
Em 1631, Catarina Carlota casou com Wolfgang Guilherme, duque do Neuburgo, que enviuvara em 1628, e de quem teve 2 filhos:
- Fernando Filipe (Ferdinand Philipp), nasce e more em 1633;
- Leonor Francisca (Eléonore Franziska), nasce e more em 1634.